# Quassel (Lübtheen)
Quassel ist ein Ortsteil der Landstadt Lübtheen im Landkreis Ludwigslust-Parchim in Mecklenburg-Vorpommern. Der Ortsteil gehört zum Stadtbezirk Lübtheen.

## Geografie und Verkehrsanbindung
Quassel liegt nördlich der Kernstadt von Lübtheen an der Landesstraße L 06, nördlich verlaufen die B 5 und die B 321. Die Landesgrenze zu Niedersachsen verläuft 6 km entfernt westlich.

## Geschichte
Das Gut Quassel gehörte von Mitte des 15. bis Anfang des 18. Jahrhunderts der Familie von Lützow. Danach kam es mehrfach zu Besitzerwechseln. 1945 wurde das Gut Quassel enteignet, zu DDR-Zeiten beherbergte es eine Parteischule. Seit 1996 ist das Gutshaus wieder in Privatbesitz.
Ab 1654 lag Quassel am, aus südlicher Richtung von Dömitz über Volsrade und Lübtheen kommenden und südlich von Quassel die Sude überquerenden alten Berlin-Hamburger Postweg. Im Norden verlief der Postweg über Quassel und Langenheide weiter Richtung Boizenburg.

## Sehenswürdigkeiten

### Baudenkmale
In der Liste der Baudenkmale in Lübtheen sind für Quassel fünf Baudenkmale aufgeführt:
- Das Gutshaus Quassel (Dorfstraße 2; Baudenkmal-Nr. 62) ist ein sanierter zweigeschossiger, 13-achsiger Putzbau mit Mittelrisalit. Oberhalb der Fenster befinden sich Spitzbögen. Der Umbau mit einer Fassade in neugotischem Stil erfolgte 1886 nach Plänen von Martin Haller.
- vier Wohnhäuser (Langenheider Weg 4 [ehemalige Schule]; Langenheider Weg 3/5; Langenheider Weg 12/12a; Parkweg 6)